# Эльвира — повелительница тьмы 2
«Эльви́ра — повели́тельница тьмы 2» (англ. Elvira's Haunted Hills) — американская кинокомедия.

## Сюжет
Сюжет этого фильма основан на рассказе «Падение дома Ашеров», который Эдгар Алан По написал в 1839 году. В сам фильм внесены различные изменения.
Действие фильма происходит в Карпатах в 1851 году. Эльвира, профессиональная танцовщица канкана, вместе со своей служанкой и подругой Зу Зу по дороге в Париж случайно попадают в замок графа Владими́ра. В этом замке, кроме самого графа и его слуг, пребывают также жена леди Эмма, племянница леди Роксана, а также личный врач — доктор Брэдли Брэдли. В этой компании не обошлось без любовного треугольника и неконтролируемой жажды фамильных драгоценностей. Леди Эмма любит доктора Брэдли, доктор Брэдли жаждет только денег и власти, а граф Владимир все никак не может отделаться от памяти по убиенной им же первой жены леди Элуры, которую он застал в постели со своим родным братом Николаем. Граф Владимир отрубил брату голову, а жену замуровал в стене. И теперь в замке появляется экстравагантная актриса Эльвира, как две капли воды похожая на Элуру, привидение которой бродит по замку ночами. Своим появлением она внесла не только сумятицу, но и ускорила развязку этой интриги. В результате были сброшены маски добродетелей с Эммы и Брэдли, граф Владимир окончательно свихнулся, а его племянница Роксана стала ещё одним призраком этого замка. Противовес сил разрушил стены, замок графа Владимира рухнул, похоронив под обломками всю семью лорда, доктора Брэдли и молодого конюха Адриана — незаконнорождённого сводного брата Эммы. Дух Элуры обрел покой и взмыл к небесам. Более того, как позже узнали Эльвира и Зу Зу, замок графа, в котором совсем недавно они провели несколько дней, был разрушен 100 лет назад.

## В ролях
| Актёр              | Роль                 |
| ------------------ | -------------------- |
| Кассандра Петерсон | Эльвира / Леди Элура |
| Мэри Джо Смит      | Зу Зу                |
| Ричард О'Брайен    | Граф Владими́р        |
| Мери Шир           | Леди Эмма            |
| Хезер Хоппер       | Леди Роксана         |
| Скотт Эткинсон     | Доктор Брэдли Брэдли |
| Ремус Кернат       | Николай              |
| Габи Андроначи     | Конюх Адриан         |